# Mecistocephalus mossambicus
Mecistocephalus mossambicus är en mångfotingart som beskrevs av Lawrence 1963. Mecistocephalus mossambicus ingår i släktet Mecistocephalus och familjen storhuvudjordkrypare.
Artens utbredningsområde är:
- Moçambique.
- Zimbabwe.

Inga underarter finns listade i Catalogue of Life.